# Grasbäume
Die Grasbäume (Xanthorrhoea) sind die einzige Pflanzengattung der Unterfamilie Xanthorrhoeoideae in der Familie der Affodillgewächse (Asphodelaceae s. l.) innerhalb der Ordnung der Spargelartigen (Asparagales). Der botanische Gattungsname Xanthorrhoea leitet sich von griechisch xanthos für ‚gelb‘ und rhoe für ‚fließen‘ ab und bezieht sich auf das Harz. Englischsprachige Trivialnamen für diese Gattung sind „Yacca“, „Blackboy“ und „Grasstree“. Die etwa 28 Arten der Gattung kommen nur auf dem australischen Kontinent vor, sie sind typische Elemente der Australis.

## Beschreibung

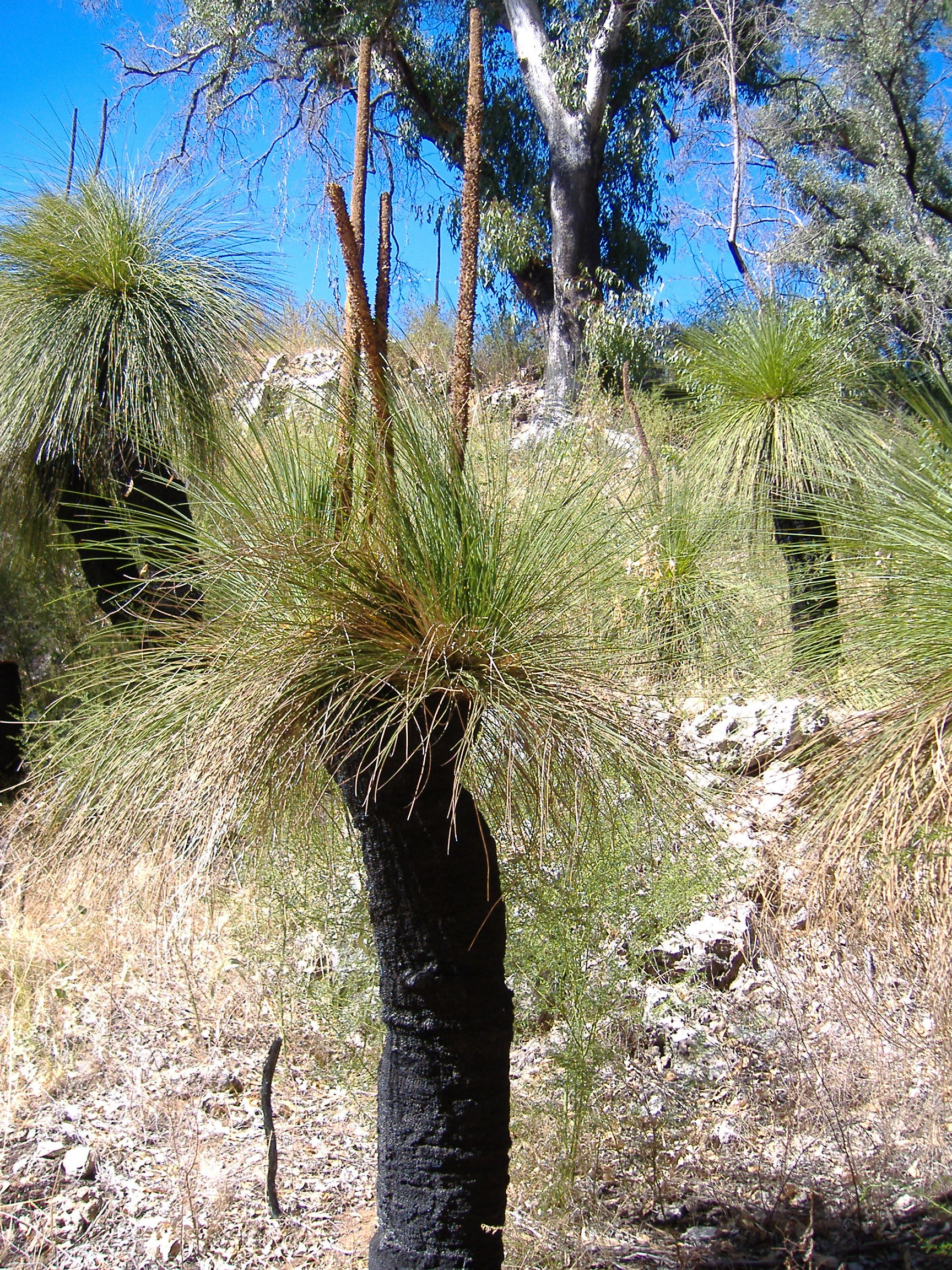
Habitus von Xanthorrhoea preissii

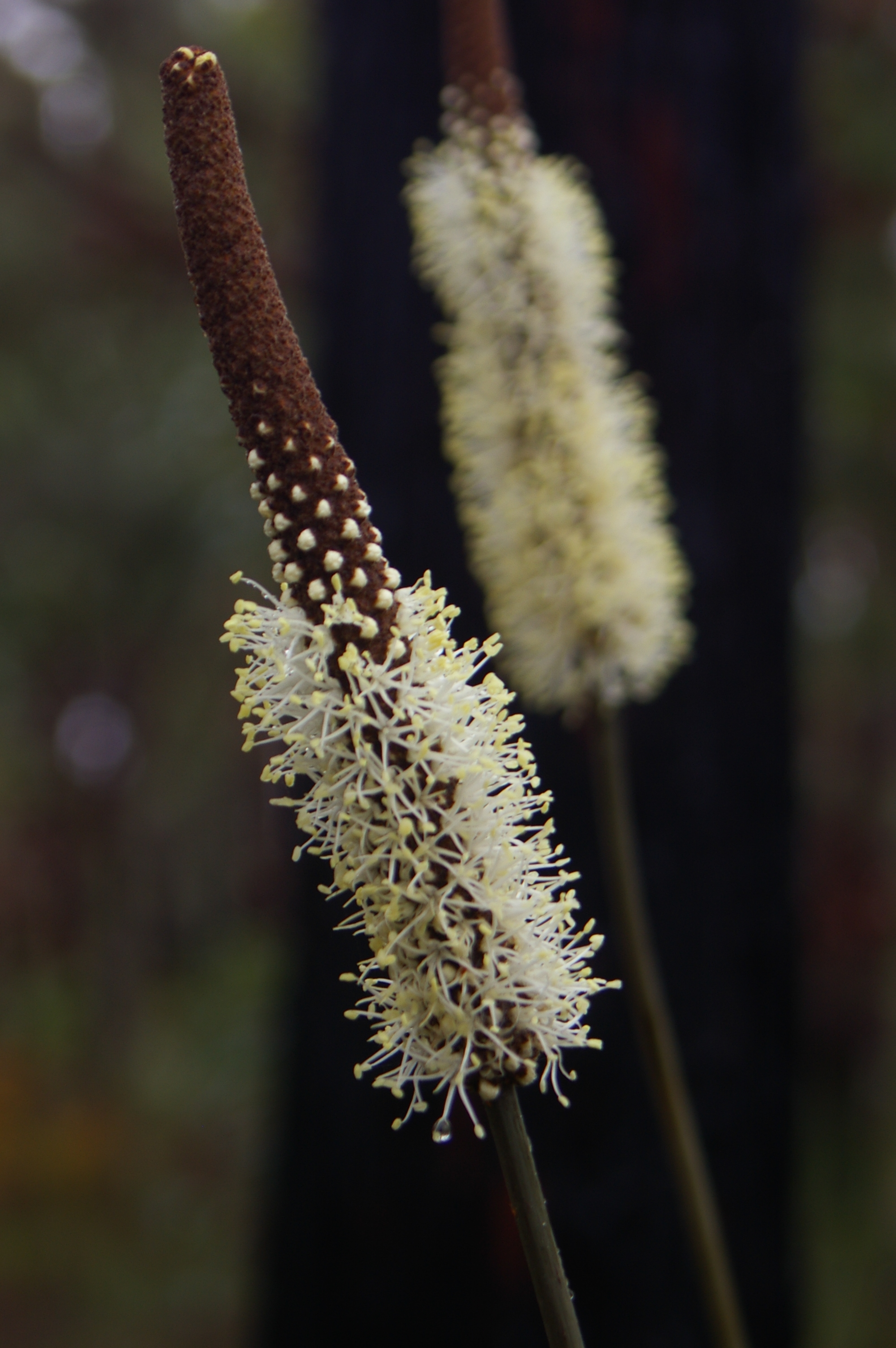
Blütenstand mit vielen offenen Blüten von Xanthorrhoea gracilis

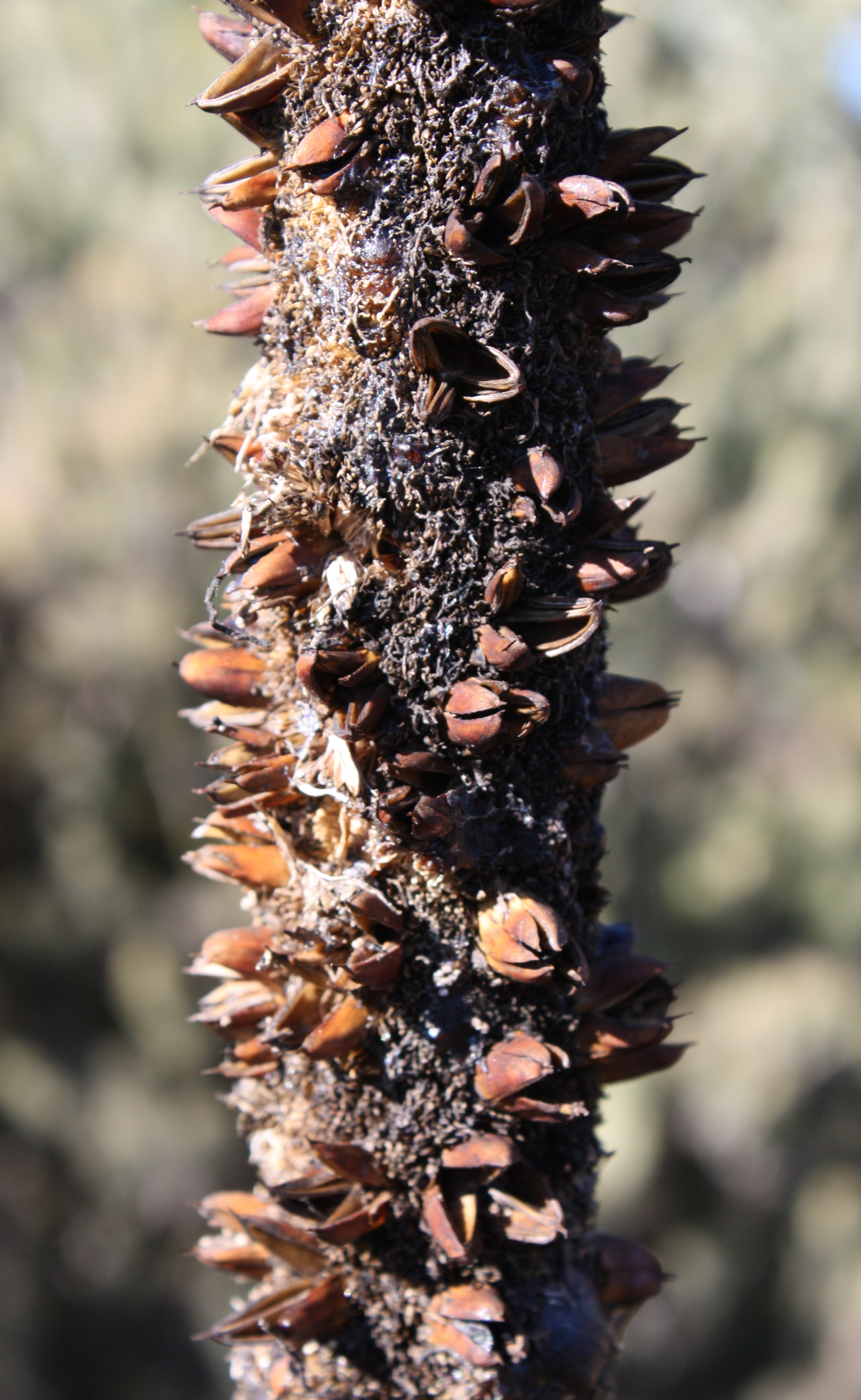
Fruchtstand mit Kapselfrüchten von Xanthorrhoea preissii

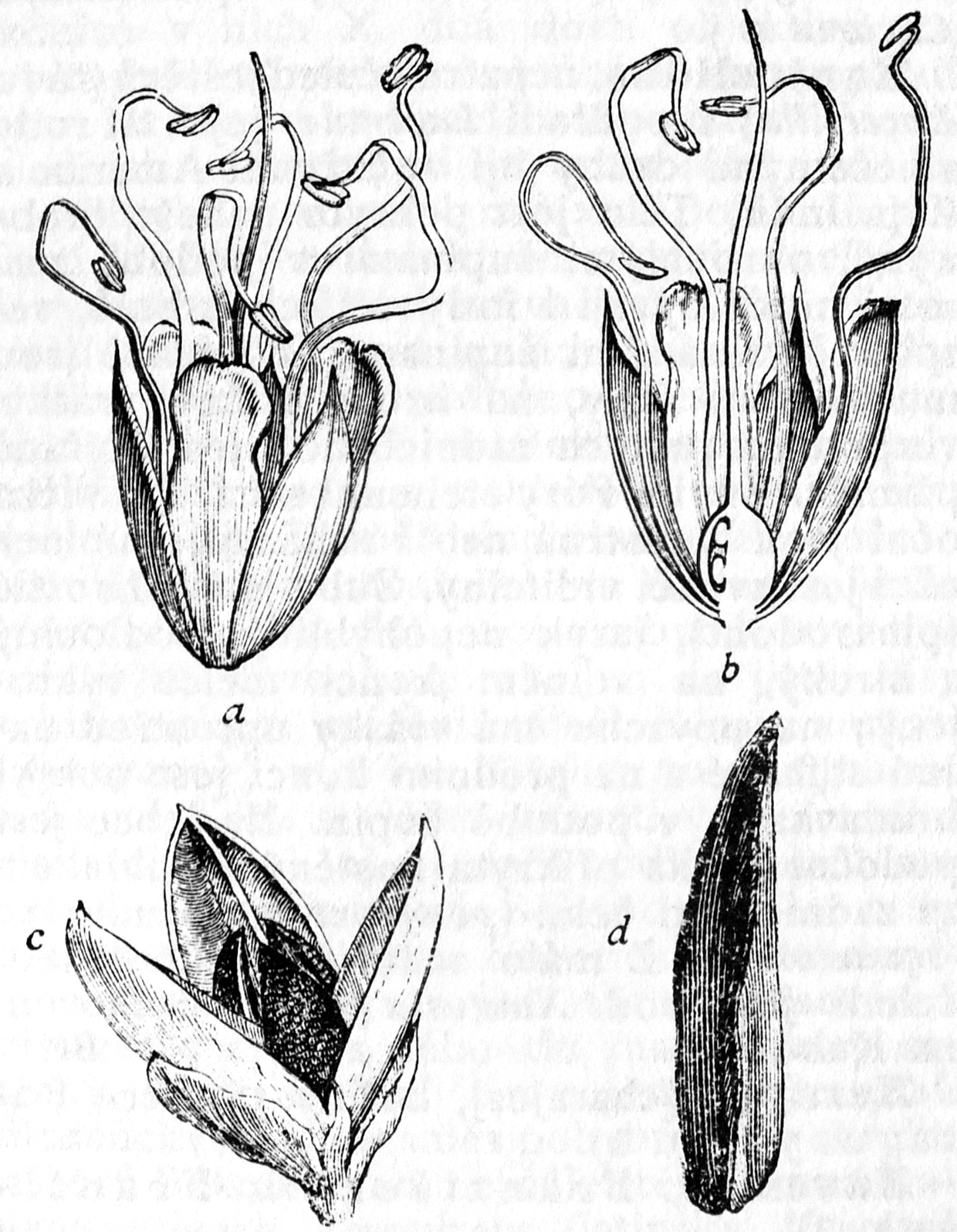
Illustration von Blüte, Frucht und Samen

### Habitus und Laubblätter
Xanthorrhoea-Arten sind immergrüne, xerophytische, ausdauernde Pflanzen. Die Pflanzenteile enthalten gelbes, rotes oder braunes Harz. Viele Arten bilden im Laufe vieler Jahre einen verholzenden, manchmal wenig verzweigten Stamm. Bei den anderen Arten ist die Sprossachse weitgehend unterirdisch und kann als Rhizom oder Knolle ausgebildet sein. Es ist anomales sekundäres Dickenwachstum vorhanden, das durch einen einzigen Kambiumring erfolgt. Grasbäume erreichen eine Wuchshöhe von 2 bis maximal 6 Metern und ein Alter bis zu 350 oder bis 450 Jahre (eine Radio-Carbon-Altersbestimmung ergab ein Alter von 600 Jahren). Der Höhenzuwachs pro Jahr beträgt nur 0,8 bis 6 cm (Angabe ermittelt nur durch wenige Einzeluntersuchungen von A. C. Borsboom 2005). Die Pflanzenteile sind meist kahl.
Die wechselständig und spiralig, grundständig oder endständig auf dem Stamm in Rosetten angeordneten Laubblätter sind einfach und ungestielt. Die Blattspreite ist schmal, lineal, unifazial, grasartig, je nach Art kurz bis sehr lang, ledrig und parallelnervig. Der glatte Blattrand besitzt mikroskopisch kleine Trichome. Die Stomata sind paracytisch. Die Blätter bleiben etwa 2 bis 3 Jahre lang grün. Oft bleiben Teile abgestorbener Blätter am Stamm erhalten und sind Schutz gegen Verdunstung und Brände.

### Blütenstände und Blüten
Die meisten Xanthorrhoea-Arten bilden ihren ersten Blütenstand frühestens im Alter von 5 bis 6 Jahren. Jede Art hat eine festgelegte Blütezeit. Endständig auf meist langen Blütenstandsschäften stehen in zusammengesetzten Gesamtblütenständen aus ährigen Teilblütenständen viele Blüten zusammen. Es sind Trag- und Deckblätter vorhanden.
Die relativ kleinen, zwittrigen Blüten sind radiärsymmetrisch und dreizählig. Es sind zwei Kreise mit je drei freien Blütenhüllblättern vorhanden; sie sind in den beiden Kreisen unterschiedlich – die des äußeren Kreises sind steifer und kürzer. Es sind zwei Kreise mit je drei freien, fertilen Staubblättern vorhanden; sie sind nicht mit den Blütenhüllblättern verwachsen. Die sulcaten Pollenkörner besitzen eine Apertur. Die drei Fruchtblätter sind zu einem oberständigen (synkarpen) Fruchtknoten verwachsen. Jede der drei Fruchtknotenkammern besitzt drei bis acht anatrope, bitegmische, crassinucellate Samenanlagen. Der Griffel endet in einer punkt-, kopfförmigen oder dreilappigen Narbe. Die Septalnektarien produzieren viel Nektar.

### Früchte und Samen
Es werden holzige oder knorpelige, lokulizide Kapselfrüchte gebildet, die drei bis sechs Samen enthalten. Die durch Phytomelane schwarzen Samen besitzen öliges Endosperm. Je Fruchtstand bilden manche Xanthorrhoea-Arten etwa 10.000 Samen. Die Samen bleiben etwa 5 Jahre keimfähig.

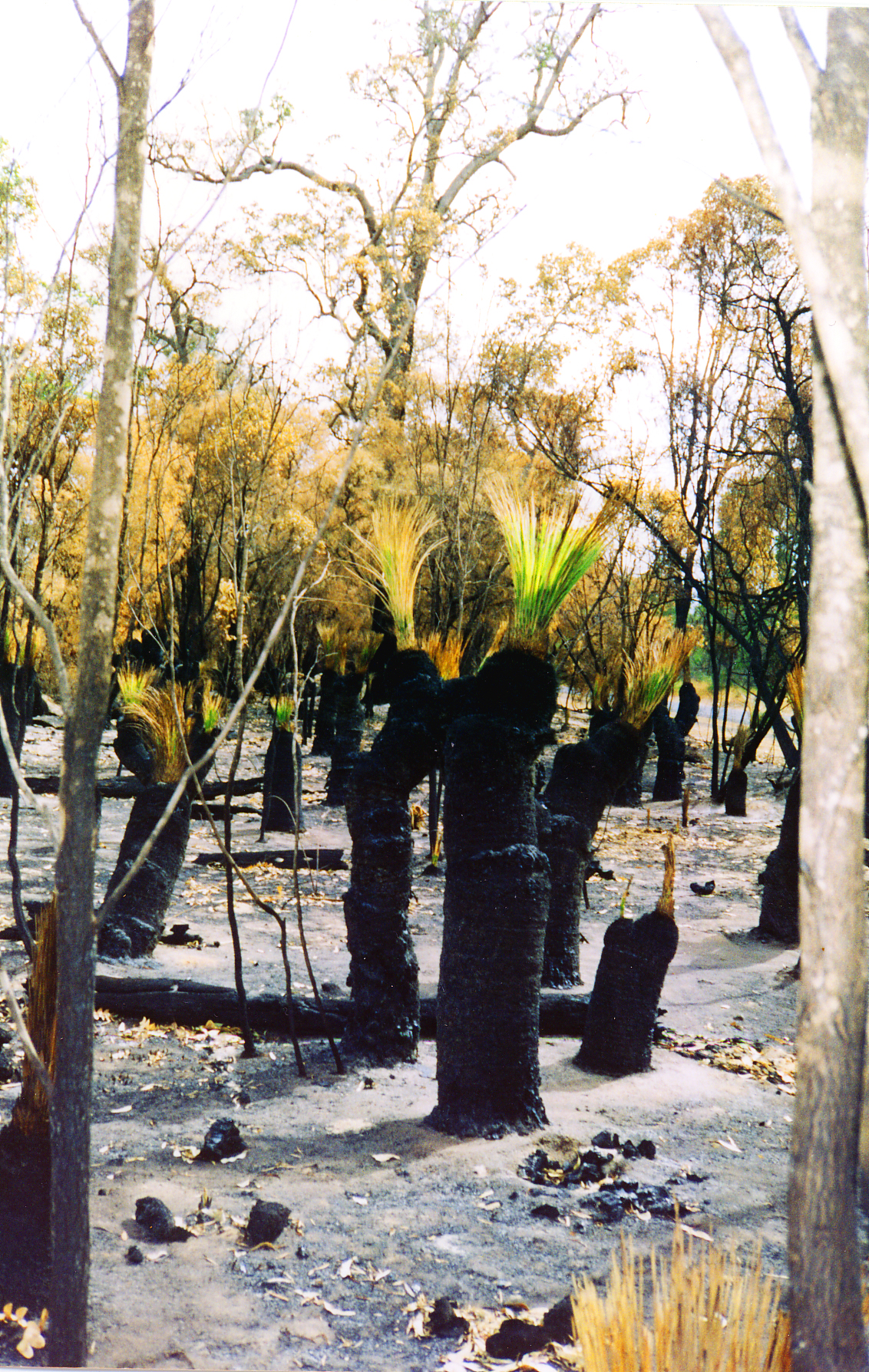
Nach einem Buschbrand.

### Inhaltsstoffe und Chromosomenzahl
Es werden Calciumoxalat-Kristalle eingelagert. An Inhaltsstoffen wichtig sind: Cyanidin, Flavonole, Kaempferol, Quercetin und bei manchen Arten Proanthocyanidine. Die Chromosomenzahl beträgt einheitlich 2n = 22.

## Ökologie
Grasbäume bilden oft den Unterwuchs in australischen Eucalyptuswäldern. Durch einige Eigenschaften überstehen sie die häufigen Buschbrände in den australischen Trockengebieten fast unversehrt: Teile der abgestorbenen Blätter schützen den Stamm. Das Spitzenmeristem übersteht Feuer, weil es eingesenkt ist.
Die Brände sind für das Gedeihen der Grasbäume sogar notwendig, denn konkurrierende Arten werden dabei zu mineralischem Nährstoff verbrannt. Viele Grasbäume zählen zu den Pyrophyten, deren Verbreitung und Reproduktion durch Feuer gefördert wird. Ihr Stamm ist gewöhnlich durch den Ruß der Brände schwarz gefärbt (daher der englische Trivialname „black boy“).
Viele Hundert Tierarten wurden auf Xanthorrhoea-Arten beobachtet, doch weiß man noch wenig über ihre Interaktionen. Einige Arten der Grasbäume sind für Tiere jedoch giftig.

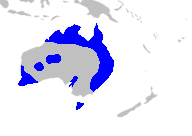
Blau = Verbreitungsgebiet der Gattung Xanthorrhoea und damit Unterfamilie Xanthorrhoeoideae.

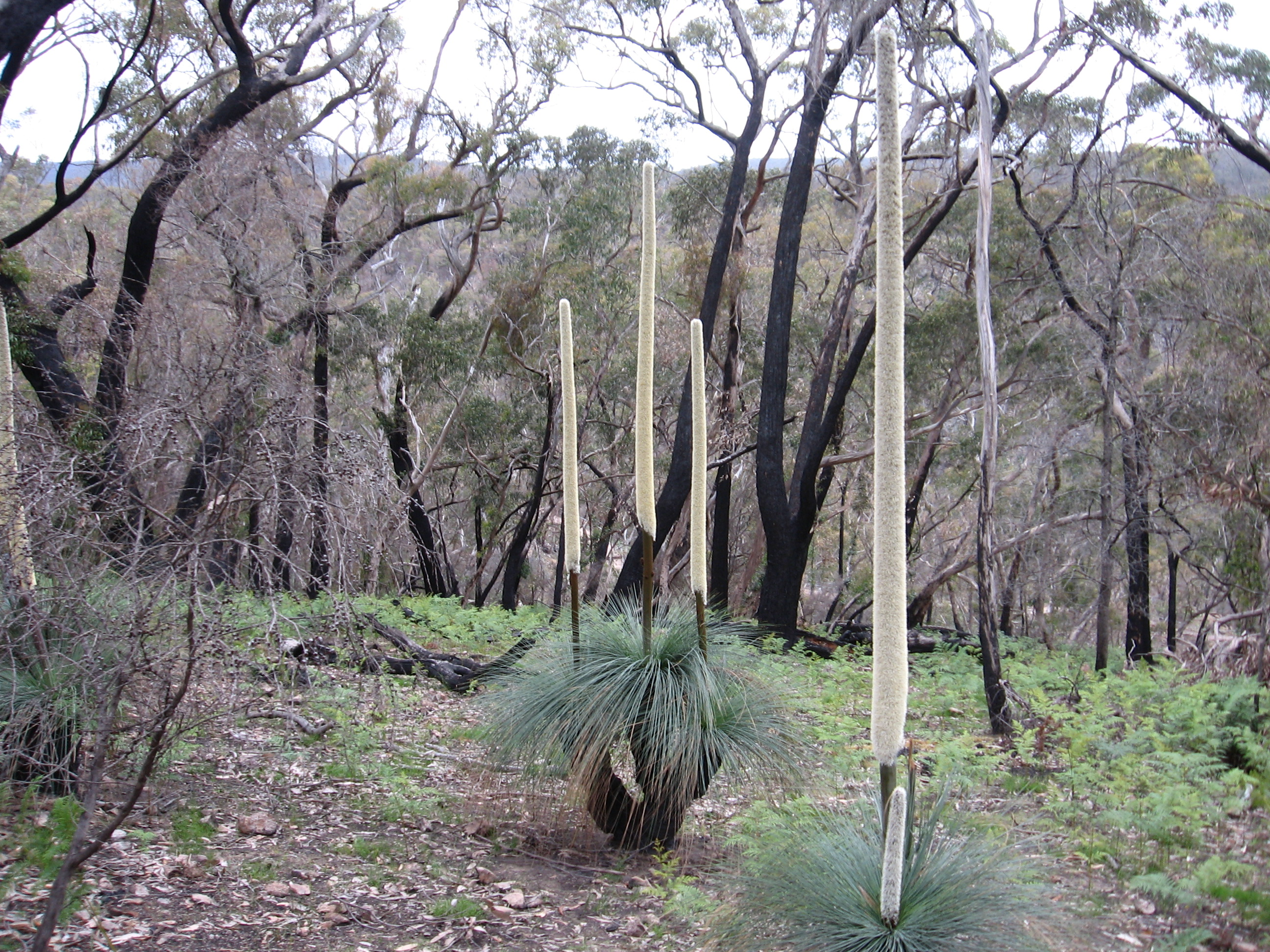
Xanthorrhoea australis

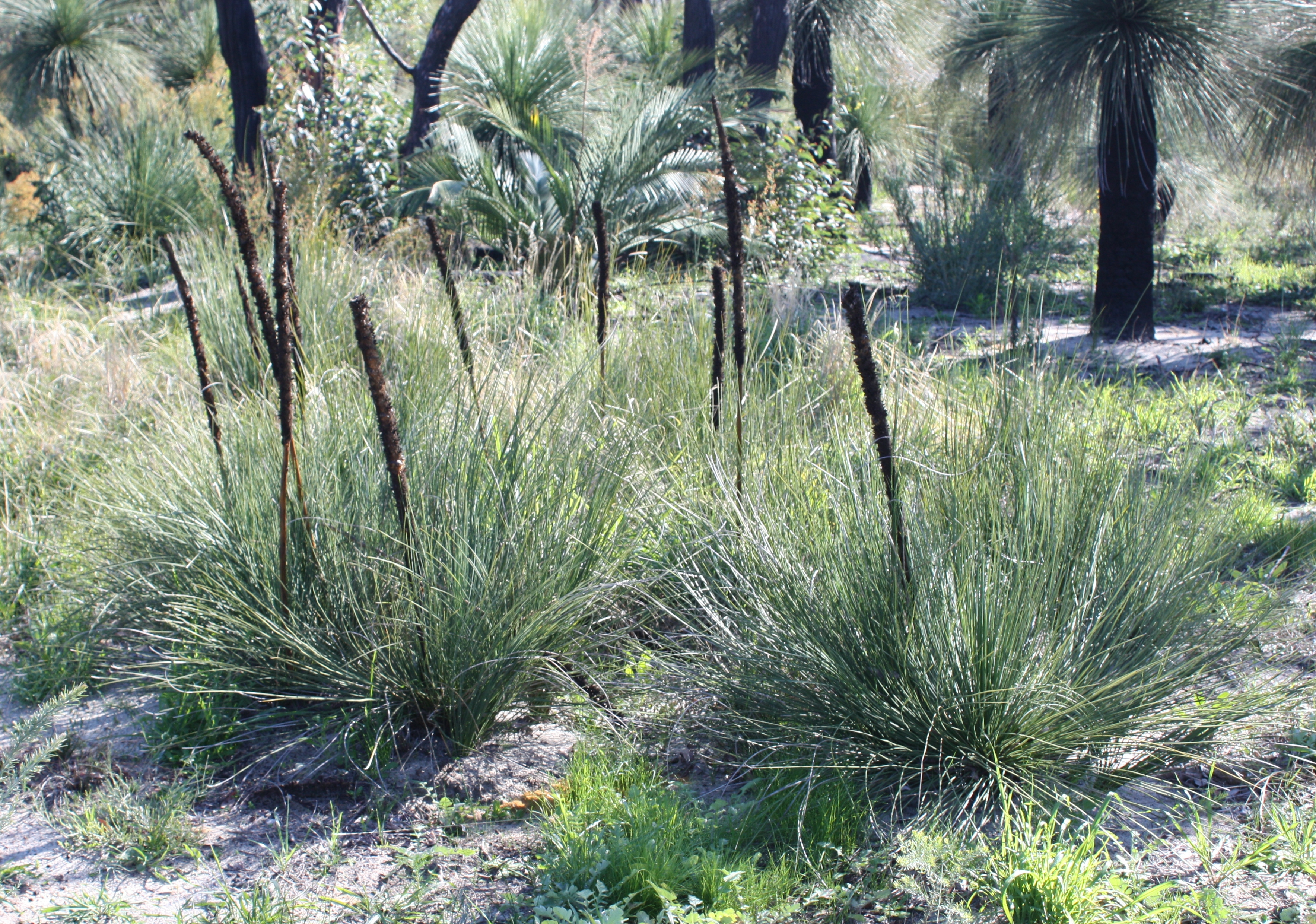
Xanthorrhoea brunonis

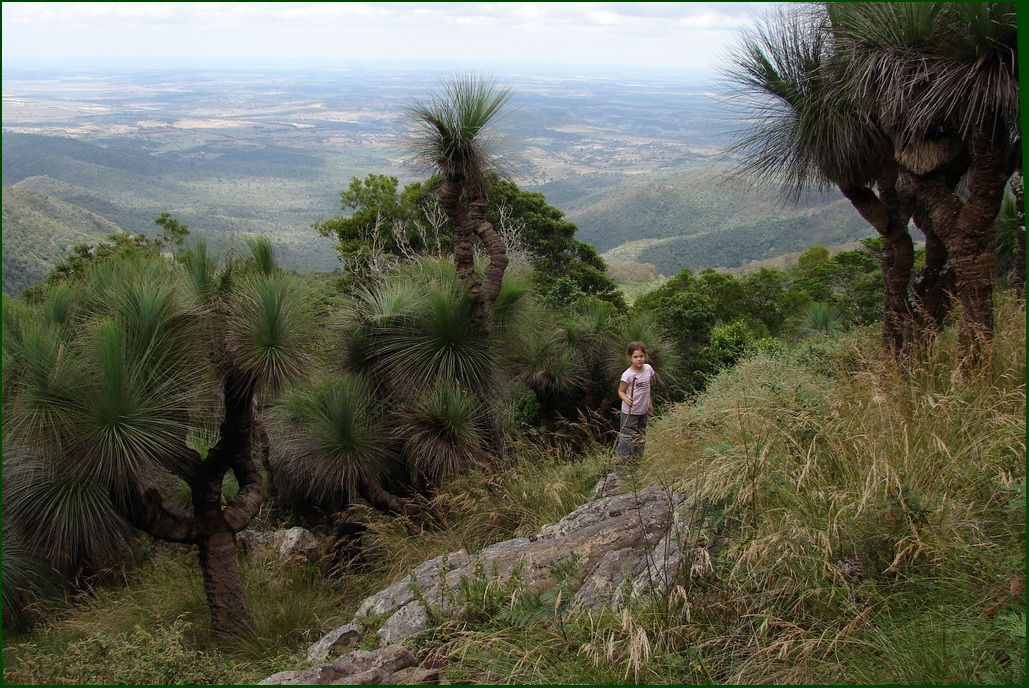
Habitus von Xanthorrhoea glauca

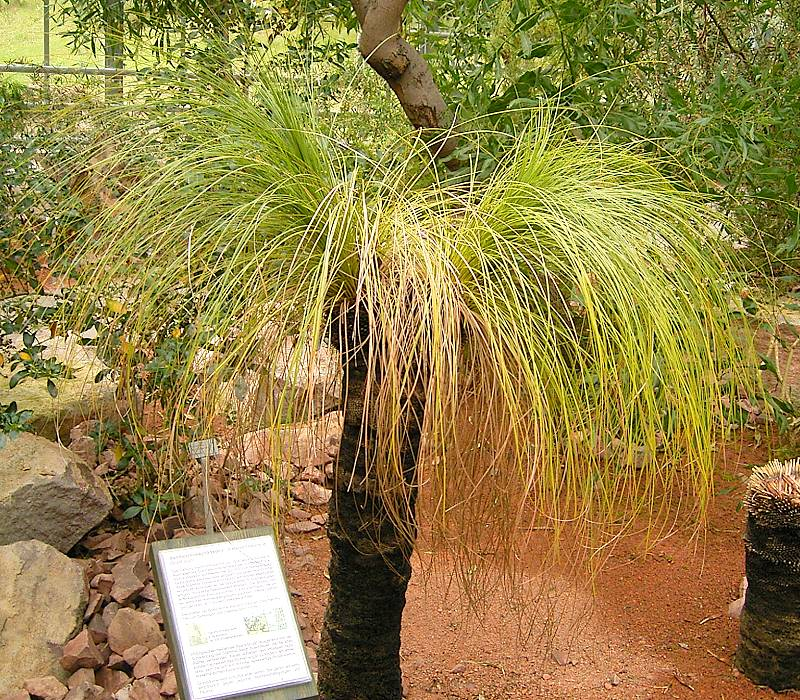
Xanthorrhoea johnsonii

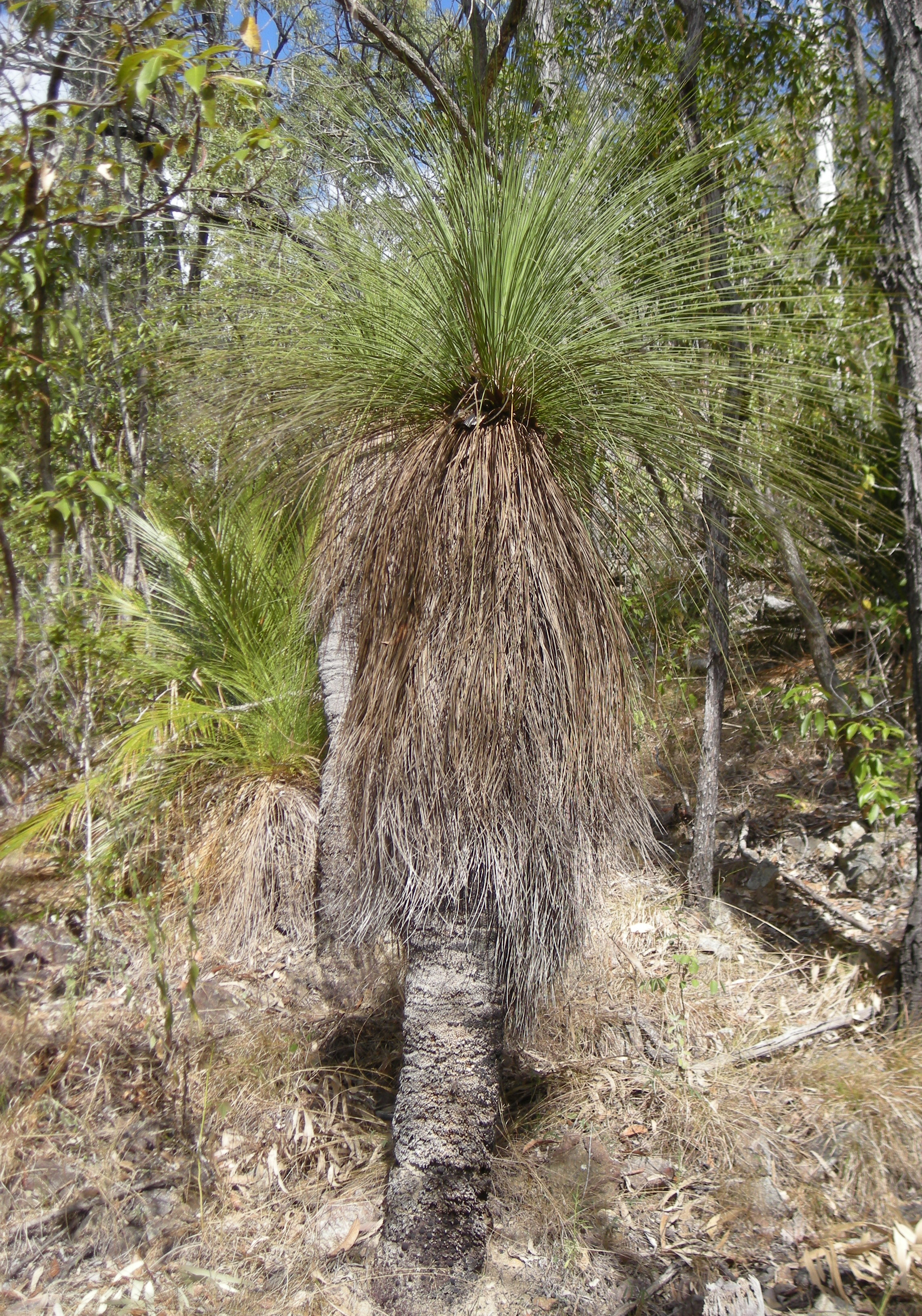
Xanthorrhoea latifolia subsp. latifolia

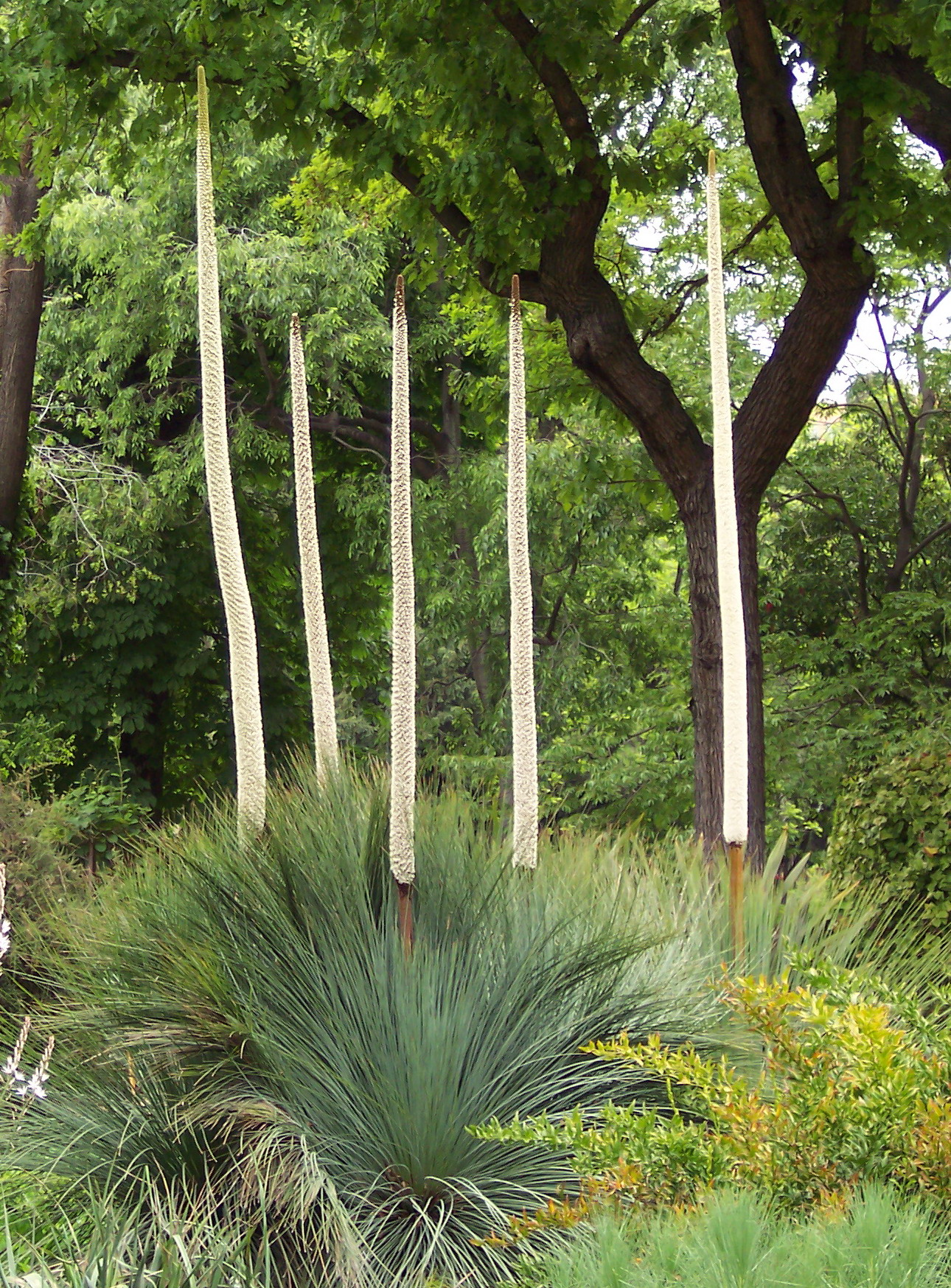
Xanthorrhoea quadrangulata

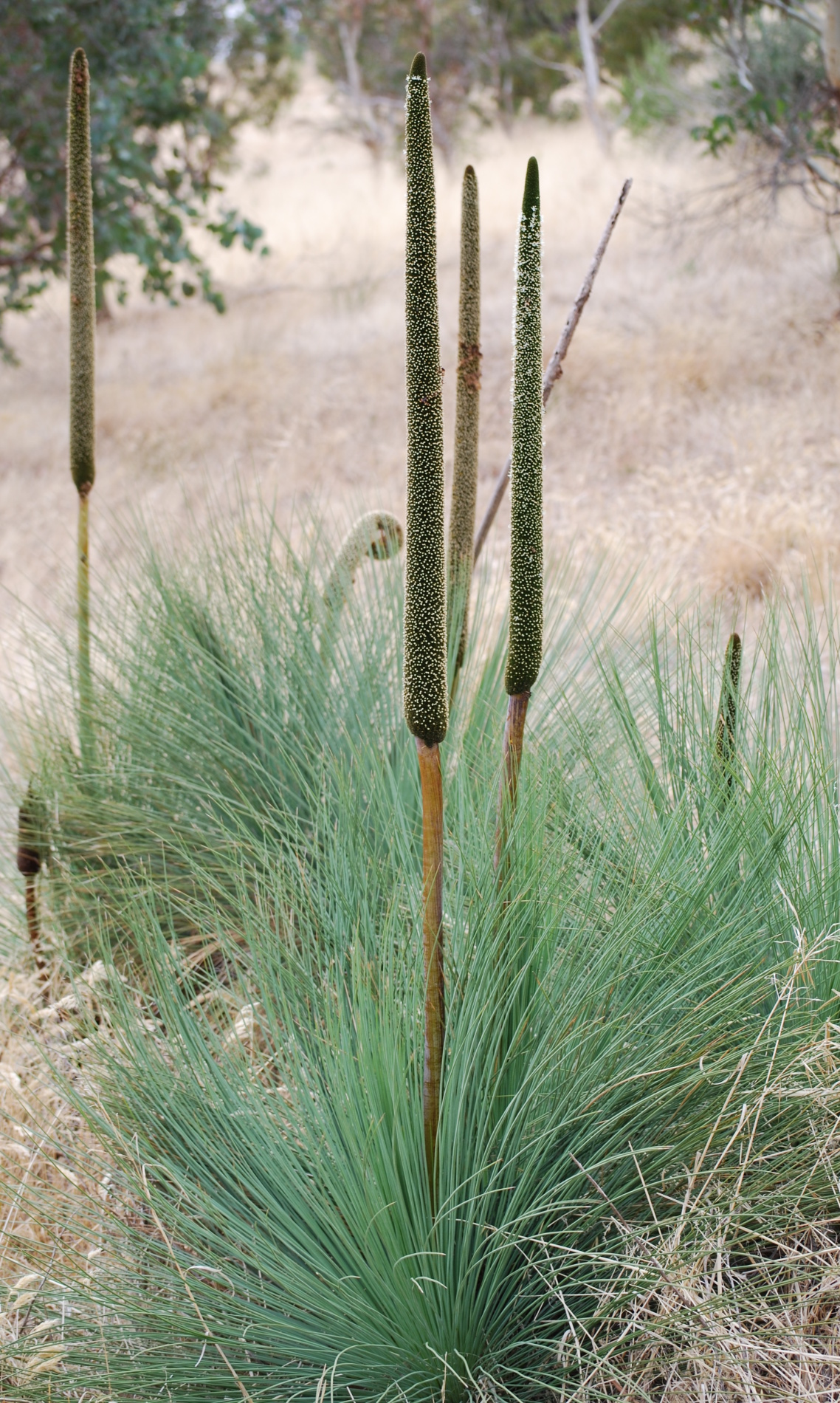
Xanthorrhoea semiplana

## Systematik und Verbreitung
Die etwa 28 Xanthorrhoea-Arten sind nur in allen Bundesstaaten Australiens und auf Tasmanien beheimatet. Sie gedeihen im gemäßigten bis tropischen Klima.
Die molekulargenetischen Untersuchungen in den letzten gut zehn Jahren haben dazu geführt, dass die Familiengrenzen innerhalb der Ordnung der Spargelartigen (Asparagales) sich stark verschoben haben. Die Systematik dieser Gattung, Unterfamilie, Familie, wurde lange diskutiert – so wird man in der Literatur oft auf scheinbare Ungereimtheiten stoßen. Hier dargestellt ist die Systematik nach Mark W. Chase u. a. 2009. Die Familie der Xanthorrhoeaceae Dum. wurde um die Taxa der ehemaligen Familien Affodillgewächse (Asphodelaceae) und Tagliliengewächse (Hemerocallidaceae) erweitert. Xanthorrhoea-Arten bilden die einzige Gattung der 2009 von Mark W. Chase, James L. Reveal & Michael F. Fay neu aufgestellten Unterfamilie Xanthorrhoeoideae. Das Basionym für diese Unterfamilie ist der Familienname Xanthorrhoeaceae, der 1829 von Barthélemy Charles Joseph Dumortier in Analyse des Familles de Plantes, 60, 62, 103 erstveröffentlicht wurde.
Die Erstveröffentlichung von Xanthorrhoea ist strittig: James Edward Smith veröffentlichte 1797 in J. C. Dryander: Catalogus Bibliothecae Historico-Naturalis Josephi Banks, 3, 486 die Art Xanthorrhoea hastilis Sm., es ist aber strittig, ob diese Veröffentlichung gültig ist. Ansonsten erfolgte die gültige Erstbeschreibung 1798 durch James Edward Smith in The Characters of Twenty New Genera of Plants, in Transactions of the Linnean Society of London, Volume 4, Seite 219. Eine andere (nicht gültige) Schreibweise Xantorrhoea veröffentlichte L. Diels in Botanische Jahrbücher für Systematik, Pflanzengeschichte und Pflanzengeographie. Leipzig, Band 35, 1904, Seite 104.
Hier eine Liste der etwa 28 Xanthorrhoea-Arten mit ihren Unterarten:
- Xanthorrhoea acanthostachya D.J.Bedford: Sie kommt in Western Australia vor.[5]
- Xanthorrhoea acaulis (A.T.Lee) D.J.Bedford (Syn.: Xanthorrhoea australis subsp. acaulis A.T.Lee): Sie kommt in New South Wales vor.[5]
- Xanthorrhoea arborea R.Br.: Sie kommt in New South Wales vor.[5]
- Xanthorrhoea arenaria D.J.Bedford: Sie kommt in Tasmanien vor.[5]
- Xanthorrhoea australis R.Br.: Sie kommt in New South Wales, South Australia, Victoria und Tasmanien vor.[5]
- Xanthorrhoea bracteata R.Br.: Sie kommt in Tasmanien vor.[5]
- Xanthorrhoea brevistyla D.A.Herb.: Sie kommt in Western Australia vor.[5]
- Xanthorrhoea brunonis Endl.: Sie kommt mit zwei Unterarten in Western Australia vor:[5]
  - Xanthorrhoea brunonis Endl. subsp. brunonis
  - Xanthorrhoea brunonis subsp. semibarbata D.J.Bedford
- Xanthorrhoea caespitosa D.J.Bedford: Sie kommt in South Australia und Victoria vor.[5]
- Xanthorrhoea concava (A.T.Lee) D.J.Bedford (Syn.: Xanthorrhoea resinosa subsp. concava A.T.Lee): Sie kommt in New South Wales vor.[5]
- Xanthorrhoea drummondii Harv.: Sie kommt in Western Australia vor.[5]
- Xanthorrhoea fulva (A.T.Lee) D.J.Bedford (Syn.: Xanthorrhoea resinosa subsp. fulva A.T.Lee): Sie kommt in Queensland und New South Wales vor.[5]
- Xanthorrhoea glauca D.J.Bedford: Es gibt zwei Unterarten:[5]
  - Xanthorrhoea glauca subsp. angustifolia D.J.Bedford: Sie kommt in Queensland, New South Wales, Victoria und im Australian Capital Territory vor.[5]
  - Xanthorrhoea glauca D.J.Bedford subsp. glauca: Sie kommt Queensland und New South Wales vor.[5]
- Xanthorrhoea gracilis Endl.: Sie kommt in Western Australia vor.[5]
- Xanthorrhoea johnstonii A.T.Lee: Sie kommt in Queensland und New South Wales vor.[5]
- Xanthorrhoea latifolia (A.T.Lee) D.J.Bedford: Es gibt zwei Unterarten:[5]
  - Xanthorrhoea latifolia (A.T.Lee) D.J.Bedford subsp. latifolia: Sie kommt in Queensland und New South Wales vor.[5]
  - Xanthorrhoea latifolia subsp. maxima D.J.Bedford: Sie kommt in Queensland und New South Wales vor.[5]
- Xanthorrhoea macronema F.Muell. ex Benth.: Sie kommt in Queensland und New South Wales vor.[5]
- Xanthorrhoea malacophylla D.J.Bedford: Sie kommt in New South Wales vor.[5]
- Xanthorrhoea media R.Br.: Sie kommt in Queensland und New South Wales vor.[5]
- Xanthorrhoea minor R.Br.: Es gibt zwei Unterarten:[5]
  - Xanthorrhoea minor subsp. lutea D.J.Bedford: Sie kommt in South Australia und Victoria vor.[5]
  - Xanthorrhoea minor R.Br. subsp. minor: Sie kommt in New South Wales vor.[5]
- Xanthorrhoea nana D.A.Herb.: Sie kommt in Western Australia vor.[5]
- Xanthorrhoea platyphylla D.J.Bedford: Sie kommt in Western Australia vor.[5]
- Xanthorrhoea preissii Endl. (Syn.: Xanthorrhoea reflexa D.A.Herb., Xanthorrhoea pecoris F.Muell.): Sie kommt in Western Australia vor.[5]
- Xanthorrhoea pumilio R.Br.: Sie kommt in Queensland vor.[5]
- Xanthorrhoea quadrangulata F.Muell.: Sie kommt in South Australia vor.[5]
- Xanthorrhoea resinosa Pers. (Syn.: Xanthorrhoea hastilis R.Br., Acoroides resinifera C.Kite, Xanthorrhoea hastile R.Br. orth. var., Xanthorrhoea hastilis Sm., Xanthorrhoea resinifera (Sol. ex Kite) E.C.Nelson & D.J.Bedford nom. inval.): Sie kommt in Victoria und New South Wales vor.[5]
- Xanthorrhoea semiplana F.Muell.: Es gibt zwei Unterarten:[5]
  - Xanthorrhoea semiplana F.Muell. subsp. semiplana: Sie kommt in South Australia vor.[5]
  - Xanthorrhoea semiplana subsp. tateana (F.Muell.) D.J.Bedford (Syn.: Xanthorrhoea tateana F.Muell.): Sie kommt in South Australia vor.[5]
- Xanthorrhoea thorntonii Tate: Sie kommt in Western Australia, South Australia und Northern Territory vor.[5]

Von der Gattung Kingia wurde oft angenommen, dass sie auch in diesen Verwandtschaftskreis gehört; sie gehört jedoch zur Familie der Dasypogonaceae.

## Nutzung
Die australischen Ureinwohnern (Aborigines) haben Xanthorrhoea-Arten vielfältig genutzt. So wird das namensgebende gelbe Akaroidharz, das aus dem Stamm fließt, von den Aborigines als Klebstoff verwendet. Die Blüten können zu einem alkoholischen Getränk vergoren werden. In den 1920er Jahren wurde aus Xanthorrhoea tateana, später auch aus Xanthorrhoea arborea und Xanthorrhoea reflecta, Paeonol isoliert.